# Pondok Aren

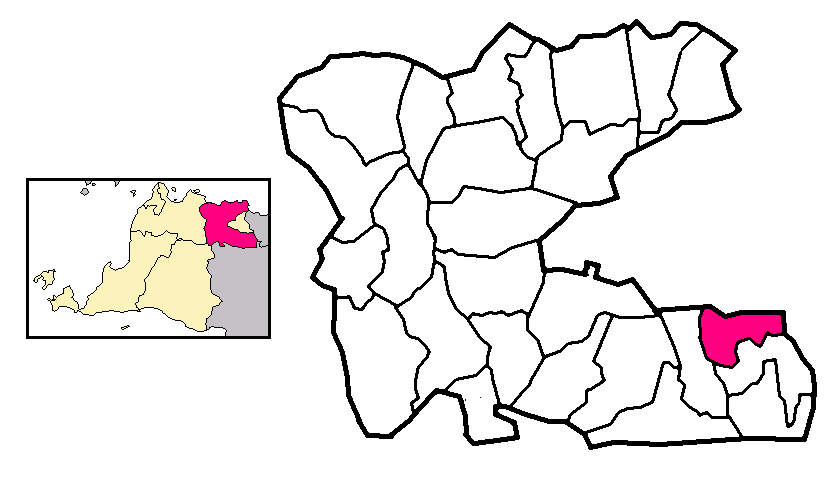
Situation de Pondok Aren

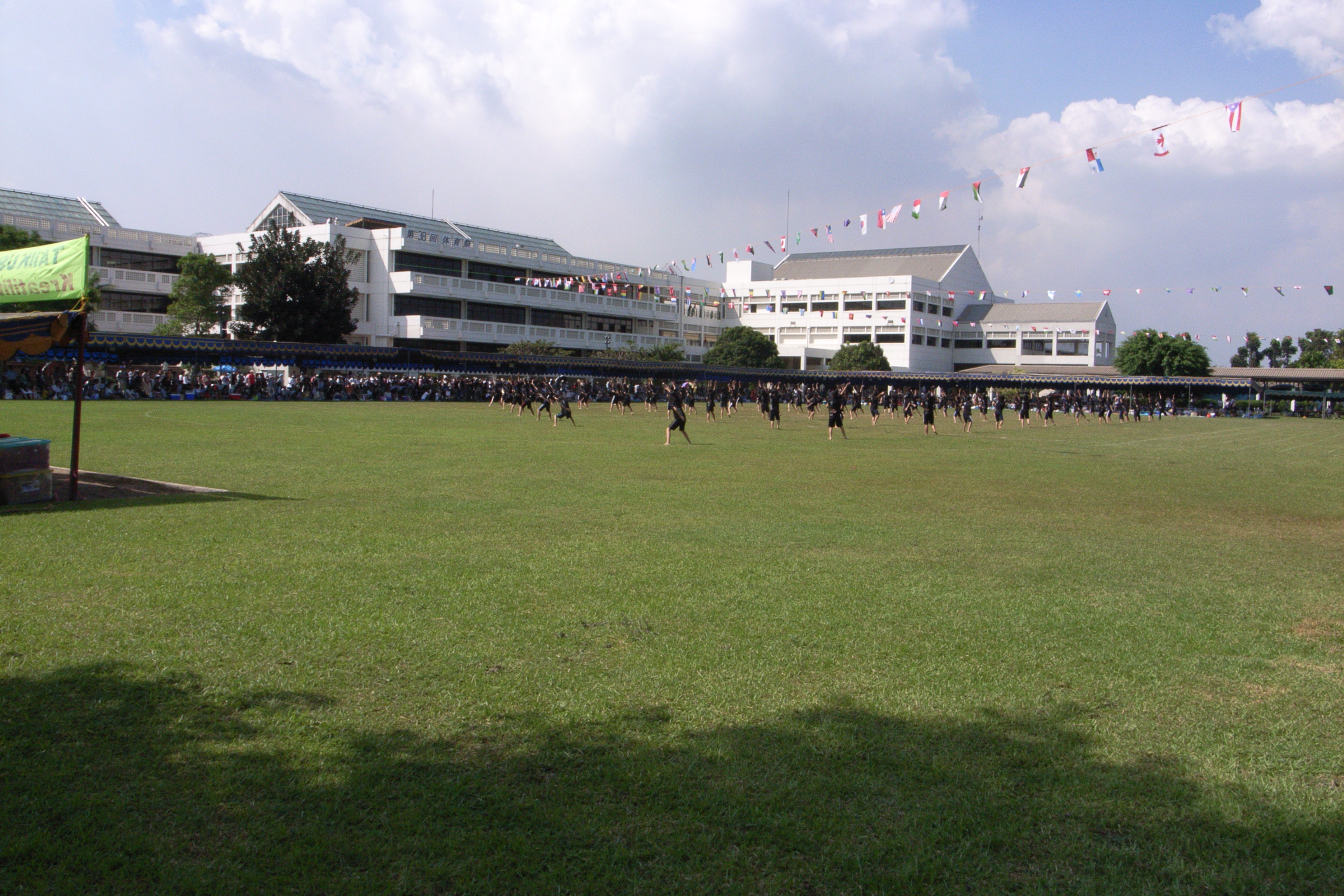
La Jakarta Japanese School à Pondok Aren

Pondok Aren est un kecamatan (district de la kota de Tangerang du Sud dans la province indonésienne de Banten. En 2013 sa population était de 303 093 habitants.